# Tioarseniany
Tioarseniany, nazwa systematyczna: tetrasulfidoarseniany(3−); w systemie Stocka: tioarseniany(V) – grupa związków chemicznych będących formalnie solami lub estrami nieznanego w stanie wolnym kwasu tioarsenowego o wzorze H
3AsS
4 (siarkowy analog kwasu arsenowego). Sole tego kwasu mogą zawierać aniony AsS3−
4 (tioarseniany), HAsS2−
4 (wodorotioarseniany) i H
2AsS−
4 (diwodorotioarseniany). Jon tioarsenianowy ma budowę tetraedryczną, a długość wiązania As−S wynosi 2,22 Å.
Tioarseniany można otrzymać rozpuszczając pentasiarczek diarsenu w roztworze siarczku amonu, roztworach siarczków metali alkalicznych bądź zasadach:
As
2S
5 + 3(NH
4)
2S → 4(NH
4)
3AsS
4
As
2S
5 + 3Na
2S → 2Na
3AsS
4
4As
2S
5 + 24NaOH → 5Na
3AsS
4 + 3Na
3AsO
4 + 12H
2O
W ostatnim przypadku powstają jednocześnie tioarseniany i arseniany, jednak mogą tworzyć się także aniony oksotioarsenianowe AsOS3−
2 i AsSO3−
2.
W wyniku rozpuszczania trisiarczku diarsenu w roztworze siarczku zawierającym również siarkę powstają jony tioarsenianowe:
As
2S
3 + 6HS−
 + 2S → 2AsS3−
4 + 3H
2S
Tioarseniany dobrze rozpuszczają się w wodzie tworząc bezbarwne roztwory, których zakwaszenie powoduje strącanie się pentasiarczku diarsenu z wydzieleniem siarkowodoru:
2Na
3AsS
4 + 6HCl → As
2S
5 + 6NaCl + 3H
2S